# تداکس تهران
تداکس تهران (به زبان انگلیسی "TEDxTehran") مجموعه‌ای بومی، از رویدادها و کنفرانس‌هاست که به صورت مستقل از تد و دیگر تداکس‌ها برگزار می‌شود.
تداکس تهران به عنوان اولین تداکس در ایران اولین بار در فوریه ۲۰۱۳ (بهمن‌ماه ۱۳۹۱) با زمینهٔ موضوعی «تهران در مسیر» برگزار شد. برنامه‌ریزی این مجموعه رویداد، دائمی و در تمام طول سال بوده و از سال ۲۰۱۳ تا امروز برگزار شده‌است. برگزاری این رویداد به همت گروهی از داوطلبان صورت می‌پذیرد و صاحب امتیاز و برگزارکنندهٔ این رویداد رضا غیابی است.

## آثار اجتماعی
ایران در فهرست ۱۰ کشور برتر بازدید کننده وب‌سایت TED قرار دارد . همچنین تداکس‌تهران در سال‌های اخیر رشد بسیاری داشته‌است. رویداد تداکس تهران ۲۰۱۹ که در تیر ماه ۱۳۹۸ در سالن همایش‌های بین‌المللی برج میلاد با حضور ۱۸۵۰ نفر برگزار شد، بزرگ‌ترین تداکس برگزار شده در خاورمیانه بوده‌است.
در اسفندماه ۱۴۰۳ صفحه رسمی این رویداد در اینستاگرام اعلام کرد که این گروه در حدود ۷۰ رویداد که در ۱۲ سال فعالیت خود داشته است، بالغ بر ۱۲۰ سخنرانی تولید کرده است که مجموعاً بیش از ۲۰ میلیون بار توسط مخاطب‌ها دیده شده‌ است. همچنین تیم رویداد پذیرای بیش از ۶۰۰ داوطلب بوده و تا به آن تاریخ ۵۲ هزارنفر عضو دنبال‌کننده دارد.
 بر اساس گزارش تحلیل داده‌های فرمالو، تا پایان سال ۲۰۲۰ سخنرانی‌های این کنفرانس از طریق اینترنت توسط ۵ میلیون نفر دیده شده‌است. به عنوان مثال برخی سخنرانی‌های تداکس تهران با استقبال بسیار زیادی مواجه شد و بازتاب نشر ویدئوهای آن در شبکه‌های اجتماعی باعث به وجود آمدن بحث‌های زیادی پیرامون این سخنرانی‌ها شد. از این دست سخنرانی‌ها می‌توان به سخنرانی لیلی گلستان با عنوان «خواستم، شد» (که بیش از یک میلیون بار فقط از طریق اینترنت بازدید داشت) و سخنرانی رضا سیاح اشاره کرد.
در اسفندماه ۱۴۰۰، تداکس تهران از انتشار کتاب‌هایش در مشارکت با نشر ایده‌های ارزشمند خبر داد. نشر ایده‌های ارزشمند با هدف ادامه دادن سخنرانی‌های تداکس تهران، این فرصت را در اختیار سخنرانان ادوار تداکس تهران قرار می‌دهد تا نگاهی دوباره به سخنرانی و ایده مطروحه خود داشته و آن را برای علاقه‌مندان ادامه دهند.

## تاریخچه

### شروع به کار و ماجرای اولین مجوز تداکس در ایران
تاریخچهٔ دریافت مجوز تداکس در ایران به سال ۱۳۹۰ بازمی‌گردد. اولین فردی که توانست برای برگزاری رویدادهای تداکس در ایران از سازمان تد مجوز بگیرد جورجیو اونگانیا بود. وی برگزارکنندهٔ تداکس ابوظبی و تداکس دوبی بود اما او هرگز در ایران رویدادی برگزار نکرد. پس از او سارا محمدی از ایرانیان ساکن امارات، که به عنوان داوطلب در گروه اونگانیا کارآموزی کرده بود، توانست با یادگیری اصول برگزاری رویدادهای تداکس برای دریافت مجوز برگزاری رویداد تداکس تهران اقدام نماید و آن را از تد دریافت کند.
محمدی با تشکیل یک تیم داوطلب که از علاقمندان تد در ایران بودند کار برگزاری رویداد را آغاز نمود. کوشش‌های محمدی و تیم برگزارکنندهٔ رویداد در ۲۵ بهمن‌ماه ۱۳۹۱ به ثمر نشست و اولین رویداد تداکس در ایران برگزار شد. پس از برگزاری رویداد اول، محمدی به دو دلیل از صاحب امتیاز بودن کناره‌گیری کرد. اول اینکه برگزاری رویدادهای تداکس برای جمعیت بیش از ۱۰۰ نفر احتیاج به شرکت در کنفرانس اصلی تد داشت، و دوم اینکه او ساکن ایران نبود و نمی‌توانست تداکس‌تهران را از راه دور آنچنان که باید و شاید گسترش دهد. به همین دلیل، یکی از اعضای تیم داوطلب به نام رضا غیابی را به عنوان هم‌برگزارکنندهٔ خود انتخاب کرد.

### تغییر صاحب امتیاز و گسترش و رشد
آشنایی رضا غیابی با تد از سال ۱۳۸۷ آغاز شده بود. زمانی که وب‌سایت تد به تازگی سخنرانی‌های خود را به صورت رایگان روی بستر النترنت قرار می‌داد و برای ترجمهٔ آن داوطلب می‌پذیرفت. در همان زمان غیابی به جمعیت مترجم‌های تد در ایران پیوست و توانست به برگردان بسیاری از سخنرانی‌های تد به زبان فارسی کمک کند.

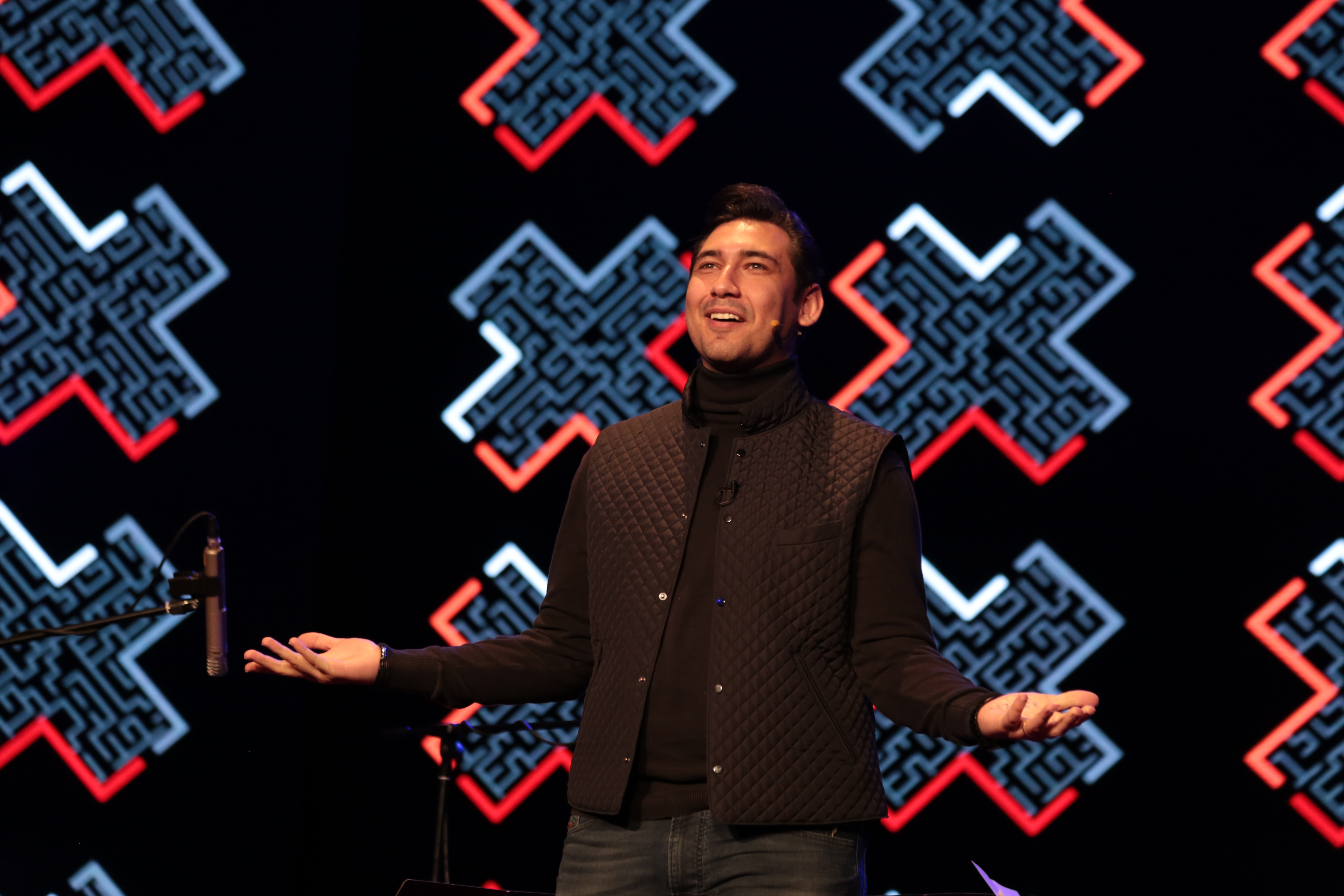
رضا غیابی در افتتاحیه رویداد تداکس تهران ۲۰۱۷

پس از عضویت در تیم اجرایی تداکس تهران، رضا غیابی به عنوان هم‌برگزارکنندهٔ کنفرانس برگزیده شد. او اولین بار در فروردین ۱۳۹۳ به کنفرانس تد در شهر ونکوور رفت تا هرچه بیشتر با روش برگزاری رویدادهای تداکس آشنا شود. وی پس از آن هم در چند کنفرانس تد، شرکت کرده‌ است. پس از بازنشستگی محمدی از برگزارکنندگی تداکس‌تهران در سال ۹۳، غیابی برای دریافت مجوز تداکس تهران اقدام کرد و موفق به اخذ این مجوز شد. او تا به امروز صاحب امتیاز و برگزارکنندهٔ کنفرانس تداکس‌تهران است.

## تیم برگزاری و جریان‌های مالی

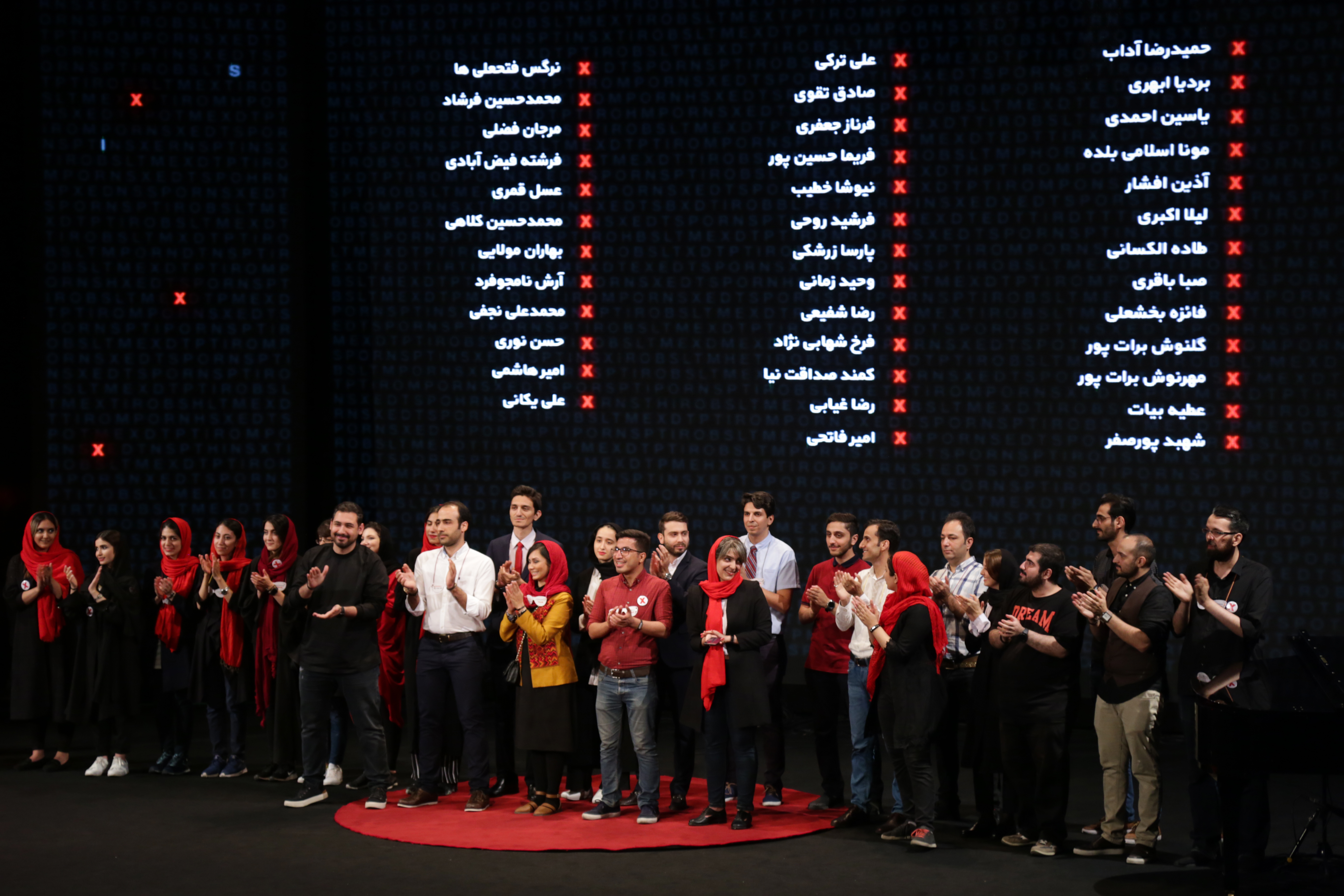
گروهی از داوطلب‌های تداکس‌تهران بر روی صحنهٔ در تیرماه ۱۳۹۸

تمام اعضای تیم تداکس تهران حتی گروه مدیریتی آن داوطلبانه به برگزاری این رویداد کمک می‌کنند، سود مالی ندارند و فعالیت‌های این گروه غیرانتفاعی است. در سال ۱۳۹۹، حدود ۲۰ نفر در هسته اصلی این تیم فعالیت داشتند و بیش از ۶۰ داوطلب در روزهایی که رویدادها برگزار شدند، به آنها پیوستند. هزینه‌های اجرایی رویدادهای این گروه از محل ده‌ها حامی تداکس‌تهران مانند گروه صنعتی بوتان و گروه شرکت‌های کاله و بلیت فروشی تأمین می‌شود.

## رویدادهای تداکس‌تهران
استقبال از رویدادهای تداکس‌تهران بسیار بالاست و به همین دلیل مخاطبان لازم است اول درخواست‌نامه پر کنند و سپس گزینش شوند تا بتوانند بلیت رویداد را تهیه کنند. در فرایند برگزاری تداکس‌تهران ۲۰۱۷، رضا غیابی در گفتگوی خود با دیجیاتو گفت: «۸ هزار نفر برای حضور در این رویداد ثبت نام کردند و ۱۶۰۰ نفر انتخاب شدند. در واقع به ازای هر شخصی که در سالن بود، ۶ یا ۷ نفر نتوانستند در همایش شرکت کنند.» این رویدادها همچنین بر بستر اینترنت به صورت زنده پخش می‌شود. در تداکس‌تهران ۲۰۱۵، حدود ۱۸ هزار نفر به صورت آنلاین پخش زنده را مشاهده کردند.
رویدادهای تداکس انواع گوناگون شامل رویدادهای دانشگاهی، استاندارد، کتابخانه‌ای و غیره دارند که بسته به گستردگی فعالیت‌ها، هر تداکس می‌تواند یک یا چند نوع از این رویدادها را در طول سال برگزار کند.
رویدادشناسی تداکس‌تهران در ادامه آمده‌است:

#### تداکس تهران استاندارد
| نام رویداد       | تاریخ برگزاری                 | زمینه موضوعی       | سخنرانان | محل برگزاری                   | اطلاعات بیشتر و سخنرانی‌ها |
| ---------------- | ----------------------------- | ------------------ | --- | ----------------------------- | ------------------------- |
| تداکس تهران ۲۰۲۳ | ۴ اوت ۲۰۲۳ ۱۳ مرداد ۱۴۰۲      | عقب راندن مرزها    | سروش صلواتیان، آرش رئیسی نژاد، حسین حسین‌زاده، عطا همایون، سید هادی فرحزادی، سیامک درفشی، کیوان ساکت، سید محمد بهشتی، هومن نامور، رضا باباخانی، افضل‌السادات حسینی | سالن همایش‌های برج میلاد تهران | صفحه رویداد               |
| تداکس تهران ۲۰۲۱ | ۲۷ اوت ۲۰۲۱ ۵ شهریور ۱۴۰۰     | تار و پود آینده‌مان | رامین حیدری فاروقی، علی شهرآشوب، مجید عرفانیان، سولماز موگویی، علیرضا جلیلی، آرمان نوروزی، سهراب راهوار، علیرضا شفیعی‌تبار، زهرا طولابی و امین تقی پور            | سالن همایش‌های برج میلاد تهران | صفحه رویداد               |
| تداکس تهران ۲۰۱۹ | ۱۲ ژوئیه ۲۰۱۹ ۲۱ تیر ۱۳۹۸     | خوشبینی مسئولانه   | حامد عبدی، نیما رضایی، سپهر موسوی، آسیه حاتمی، صبا نصیری، محمدجعفر امیر محلاتی، امیرحسین یزدانی، شهلا صفایی، مجید ناقدی نیا و شبنم یزدانی                        | سالن همایش‌های برج میلاد تهران | صفحه رویداد               |
| تداکس تهران ۲۰۱۷ | ۲۲ دسامبر ۲۰۱۷ ۱ دی ۱۳۹۶      | تقاطع              | رضا سیاح، پانیذ پیکری، کیارش آرامش، احسان جهاندارپور، فرید شکریه، حمیدرضا کشاورز محمدیان، کریستوفر پتریک پترکا و محمد کاظم قنبری                                 | سالن همایش‌های برج میلاد تهران | صفحه رویداد               |
| تداکس تهران ۲۰۱۶ | ۲۰ دسامبر ۲۰۱۶ ۳۰ آذر ۱۳۹۵    | صبح بخیر تهران     | کریستف رضاعی، لیلی گلستان، محمد مجیدی، رامتین منزهیان، گلاره کیازند، کوثر موحدی، لنا وفایی و ساناز مینایی                                                        | تالار وحدت                    | صفحه رویداد               |
| تداکس تهران ۲۰۱۵ | ۴ دسامبر ۲۰۱۵ ۱۳ آذر ۱۳۹۴     | پارادایم نو        | لیلا عراقیان، محمد علی اینانلو، ناصر اقدمی، علیرضا طهماسب زاده و کیانا شفیعی، آزاده‌یاسمن نبی‌زاده، آزیتا هوشیار، گیلدا گازر، ماشااله نقی‌لو و ساسان بهزادی         | مرکز همایش‌های بین‌المللی رازی  | صفحه‌ی رویداد              |
| تداکس تهران ۲۰۱۴ | ۲۶ سپتامبر ۲۰۱۴ ۴ مهرماه ۱۳۹۳ | بر لبه شکوفایی     | سهراب پور ناظری، رضا پاکروان، رامین صدیقی، داریوش محجوبی، تندیس تناولی، امیرحسین ماحوزی و نسرین حافظ پرست                                                        | تالار وحدت                    | صفحه‌ی رویداد              |
| تداکس تهران ۲۰۱۳ | ۱۴ فوریه ۲۰۱۳ ۲۵ بهمن ۱۳۹۱    | تهران در مسیر      | علی اکبر صادقی، نسرین معظمی، بهرام عظیمی، امیرحسین زاهدی، سیاوش آراسته، ناصر حاجلو، مسعود برومند، رضا مکنون، روزبه پیروز                                         | دانشگاه صنعتی امیبرکبیر       | صفحه‌ی رویداد              |

#### تداکس جوانان تهران
| نام رویداد                  | تاریخ برگزاری               | زمینه موضوعی   | سخنرانان                                                                           | محل برگزاری                  | اطلاعات بیشتر و سخنرانی‌ها |
| --------------------------- | --------------------------- | -------------- | ---------------------------------------------------------------------------------- | ---------------------------- | ------------------------- |
| تداکس جوانان تهران ۲۰۱۸ (۲) | ۸ فوریه ۲۰۱۸ ۱۹ بهمن ۱۳۹۶   | من اهمیت می‌دهم | عبدالرضا عمرانی، امیر مهرانی و سروناز هرانر                                        | سام سنتر                     | صفحه رویداد               |
| تداکس جوانان تهران ۲۰۱۸     | ۷ دسامبر ۲۰۱۸ ۱۶ آذر ۱۳۹۷   | خوراک ذهنی     | سغید صدقی، بهرنگ سهرابی، عاطفه بهنام، افشین والی‌نژاد، سالار زمانیان و مهران داوودی | سینما آستارا                 | صفحه رویداد               |
| تداکس جوانان تهران ۲۰۱۳     | ۱۶ نوامبر ۲۰۱۳ ۲۵ آبان ۱۳۹۲ | من می‌توانم     | امیرعلی نبویان، رضا بهرامی نژاد، نبیلا ایوبی، محسن ملایری و علیرضا اسکندری         | پژوهشکده فرهنگ، هنر و معماری | صفحه رویداد               |

#### تداکس بانوان تهران
| نام رویداد              | تاریخ برگزاری              | زمینه موضوعی   | سخنرانان | محل برگزاری | اطلاعات بیشتر و سخنرانی‌ها |
| ----------------------- | -------------------------- | -------------- | --- | ----------- | ------------------------- |
| تداکس بانوان تهران ۲۰۲۱ | ۳ دسامبر ۲۰۲۱ ۱۲ آذر ۱۴۰۰  | Now What?      | فرناز مهران، سحرقلی‌زاده (اجرای موسیقی)، بهنوش حافظی و شکوفه مهربانی (اجرای موسیقی) و پخش زنده رویداد TEDWomen 2021                                      | آنلاین      | صفحه رویداد               |
| تداکس بانوان تهران ۲۰۲۰ | ۲۷ نوامنبر ۲۰۲۰ ۷ آذر ۱۳۹۹ | Fearless       | آریانا وفاداری، ژابیز حفیظی، رؤیا محبوب، شیما بیگی، مهسا علافر، میترا شاهسوند، ماندانا نوری، کاموران اوچار، ساناز صدوقی و پخش زندهٔ رویداد TEDWomen 2020 | آنلاین      | صفحه رویداد               |
| تداکس بانوان تهران ۲۰۱۹ | ۱۳ دسامبر ۲۰۱۹ ۲۲ آذر ۱۳۹۸ | Bold+Brilliant | لیلا صادقی و هدی مبصری به همراه پخش زندهٔ رویداد TEDWomen 2019                                                                                           | ایوان شمس   | صفحه رویداد               |
| تداکس بانوان تهران ۲۰۱۸ | ۶ دسامبر ۲۰۱۸ ۱۵ آذر ۱۳۹۷  | Showing Up     | این رویداد سخنران نداشت و در آن پخش زندهٔ رویداد TEDWomen 2018 انجام شد                                                                                  | خانه کارمان | صفحه رویداد               |

#### تداکس تهران کانت داون (آگون‌شمار)
| نام رویداد    | تاریخ برگزاری              | زمینه موضوعی       | سخنرانان                                                                                            | محل برگزاری | اطلاعات بیشتر و سخنرانی‌ها |
| ------------- | -------------------------- | ------------------ | --------------------------------------------------------------------------------------------------- | ----------- | ------------------------- |
| آگون‌شمار ۲۰۲۱ | ۵ نوامبر ۲۰۲۱ ۱۴ آبان ۱۴۰۰ | تغییرات آب و هوایی | علیرضا یعقوبی، رعنا نوروزی، مسعود نصیری، احسان ایمانی (اجرای موسیقی) و پخش زنده برخی سخنرانی‌های TED | آنلاین      | صفجه رویداد               |
| آگون‌شمار ۲۰۲۰ | ۲۳ اکتبر ۲۰۲۰ ۲ آبان ۱۳۹۹  | تغییرات آب و هوایی | حنیف راست گفتار، علی افشار، دنی اسدی، منا خالقی راد، شلر قربانی و ژابیز حفیظی                       | آنلاین      | صفحه رویداد               |

#### تداکس تهران - سالن
| نام رویداد       | تاریخ برگزاری                 | زمینه موضوعی                       | سخنرانان | محل برگزاری          | اطلاعات بیشتر و سخنرانی‌ها |
| ---------------- | ----------------------------- | ---------------------------------- | --- | -------------------- | ------------------------- |
| تداکس تهران سالن | ۲۲ فوریه ۲۰۲۵ ۲ اسفندماه ۱۴۰۳ | اصالت                              | حسین علیزاده، علیرضا تغابنی، شروین وکیلی، داروین صبوری، الناز نجفی، مریم خوانساری همچنین دو اجرای موسیقی توسط دل‌آرا ابراهیمی، ژینا غلامی و دیانا ولی‌زاده | آگراهال              | صفحه رویداد               |
| تداکس تهران سالن | ۲۷ ژانویه ۲۰۲۳ ۱۶ بهمن ۱۴۰۱   | R for Resistance                   | نمایش، بحث و گفتگو در مورد چند TEDTalk | گالری گویه           | صفحه رویداد               |
| تداکس تهران سالن | ۱۷ ژوئیه ۲۰۲۲ ۲۸ خرداد ۱۴۰۱   | جور دیگر نگریستن                   | محمد جواد ثابت، حامد حاجیلو، کوروش کشاورز (اجرای موسیقی)                                                                                                 | کارخانه نوآوری آزادی | صفحه رویداد               |
| تداکس تهران سالن | ۱۲ جون ۲۰۲۰ ۲۳ خرداد ۱۳۹۹     | بی‌نقطه و سرکش                      | رزیتا شجاعی، آرنت پشتاین، فریناز لاری و فرزانه قدس | آنلاین               | صفحه رویداد               |
| تداکس تهران سالن | ۲۸ فوریه ۲۰۱۹ ۲۹ اسفند ۱۳۹۷   | خوشبینی مسئولانه                   | نمایش، بحث و گفتگو در مورد چند TEDTalk | باغ فرمانیه          | صفحه رویداد               |
| تداکس تهران سالن | ۲ نوامبر ۲۰۱۸ ۱۱ آبان ۱۳۹۷    | The Community (مخصوص جمعیت ارامنه) | نمایش، بحث و گفتگو در مورد چند TEDTalk | سالن چهارمحال        | صفحه رویداد               |
| تداکس تهران سالن | ۵ ژوئیه ۲۰۱۸ ۱۴ تیر ۱۳۹۷      | تهران ۲٫۰                          | لنا وفایی، ریحانه وحیدیان صادق و شادناز عزیزی | سالن بوستان گفتگو    | صفحه رویداد               |
| تداکس تهران سالن | ۲ نوامبر ۲۰۱۷ ۱۱ آبان ۱۳۹۷    | A Better You                       | نمایش، بحث و گفتگو در مورد چند TEDTalk | کارخانه بوتان        | صفحه رویداد               |
| تداکس تهران سالن | ۲۵ ژانویه ۲۰۱۸ ۵ بهمن ۱۳۹۶    | My Same                            | نمایش، بحث و گفتگو در مورد چند TEDTalk | شهر کتاب فرشته       | صفحه رویداد               |

#### مجموعه ویدیوهای تداکس تهران استودیو
| نام رویداد          | تاریخ برگزاری         | عنوان گفتگوی        | سخنرانان                                  | محل برگزاری  | اطلاعات بیشتر و سخنرانی‌ها |
| ------------------- | --------------------- | ------------------- | ----------------------------------------- | ------------ | ------------------------- |
| تداکس تهران استودیو | ژوئن ۲۰۲۱ تیرماه ۱۴۰۰ | Migration from Iran | ساناز صدوقی، امیر حسین یزدانی و رضا غیابی | آنلاین       | صفحه سخنرانی              |
| تداکس تهران استودیو | مارس ۲۰۲۲ اسفند ۱۴۰۰  | Our loss of wanting | لیلی گلستان، رضا غیابی و نیوشا خطیب       | گالری گلستان | صفحه سخنرانی              |

#### رویدادهای دیگر
| نام رویداد           | تاریخ برگزاری                  | زمینه موضوعی     | سخنرانان                                                                    | محل برگزاری    | اطلاعات بیشتر و سخنرانی‌ها |
| -------------------- | ------------------------------ | ---------------- | --------------------------------------------------------------------------- | -------------- | ------------------------- |
| تداکس گلوبال دی ۲۰۱۸ | ۵ اوکتوبر ۲۰۱۸ ۱۳ مهر ۱۳۹۷     | The Future       | این رویداد سخنران نداشت و در آن پخش زندهٔ رویداد TEDxGlobalDay 2018 انجام شد | کارگاه ژلاتو   | صفحه رویداد               |
| تداکس گلوبال دی ۲۰۱۷ | ۲۲ سپتامبر ۲۰۱۷ ۳۱ شهریور ۱۳۹۶ | Wheel of Fortune | این رویداد سخنران نداشت و در آن پخش زندهٔ رویداد TEDxGlobalDay 2017 انجام شد | شهر کتاب فرشته | صفحه رویداد               |

## مجموعه کتاب‌های ایده‌های ارزشمند
در اسفندماه ۱۴۰۰ کنفرانس تداکس تهران در مشارکت با «نشر ایده‌های ارزشمند» از مجموعه کتاب‌های «ایده‌های ارزشمند» پرده برداری کرد. به گفته برگزارکنندگان تداکس تهران، هر کتاب از این مجموعه در ادامه یکی از سخنرانی‌های تداکس تهران به انتشار می‌رسد و درست راهی را که آن سخنرانی آغاز نموده ادامه می‌دهد. مانند نمونه بین‌المللی TEDBooks، تداکس تهران هم معتقد است که اگرچه یک سخنرانی حداکثر هجده دقیقه‌ای جرقه‌ای در ذهن مخاطب ایجاد می‌کند، اما بعضی از موضوعات احتیاج به بررسی و تأمل بیشتر دارد تا اصل داستان به صورت مفصل مطرح گردد.

## جنجال‌ها و مجادلات

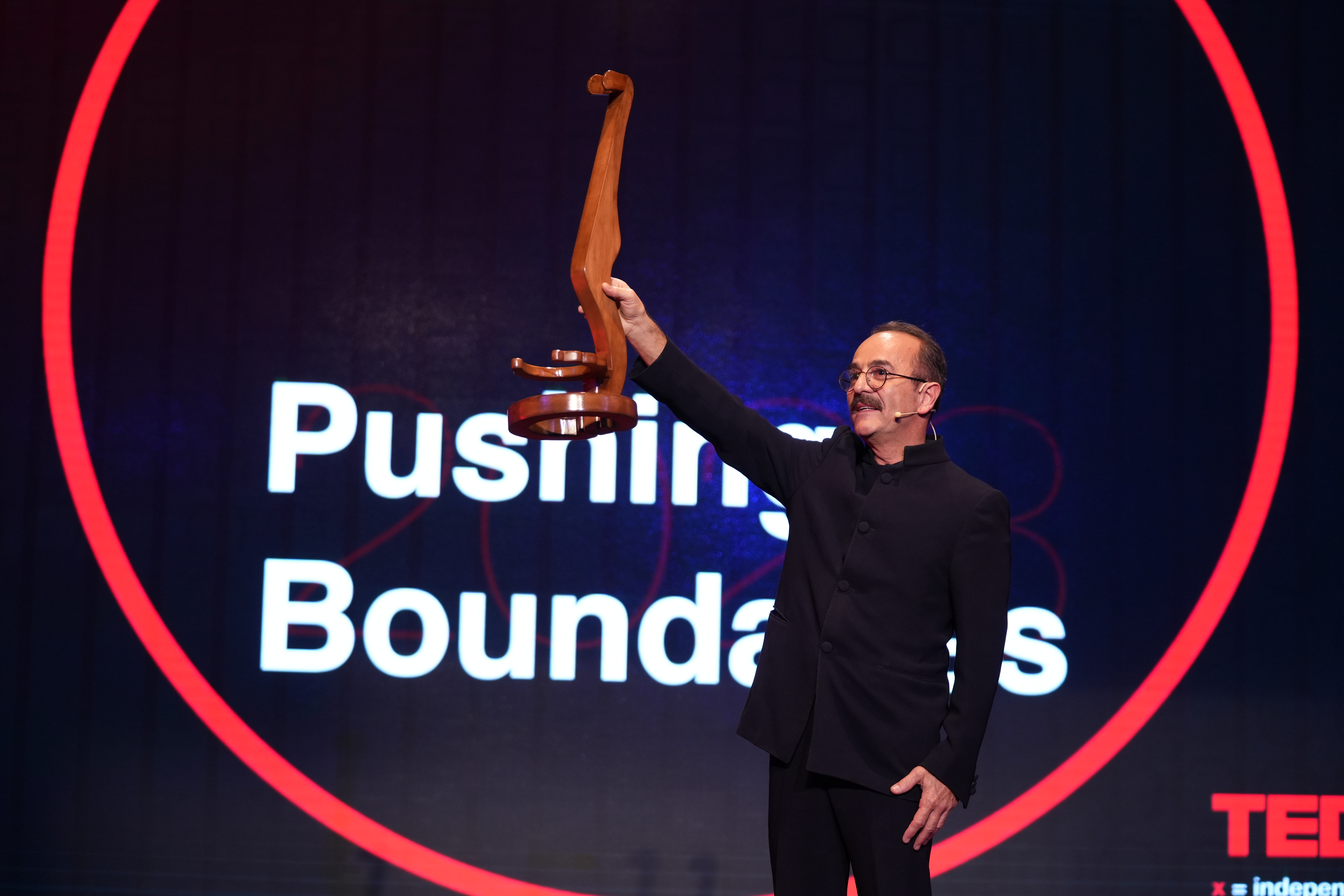
کیوان ساکت به نشانهٔ اعتراض پایهٔ ساز خود را بر روی صحنه آورد

#### ممانعت مسئولین برج میلاد از ورود ساز کیوان ساکت در تداکس‌تهران ۲۰۲۳
در تداکس‌تهران ۲۰۲۳ در برج میلاد تهران به کیوان ساکت، آهنگساز و نوازنده سرشناس اجازه داده نشد، ساز خود را در دست بگیرد و به روی صحنه ببرد. کیوان ساکت پس از آنکه به روی صحنه رفت، گفت: «قرار بود من امروز این‌جا دربارهٔ ساز کهن و شیوه‌های نو سخن بگویم و بعد آن را با نوازندگی نشان و توضیح بدهم، اما با این که از ده صبح در این سالن بودم، حالا بعد از ساعتها تنها اجازه پیدا کردم که پایه ساز خودم را به روی صحنه بیاورم.» اصرار بر حذف ساز از سوی مدیران برج میلاد در برنامه کیوان ساکت به عنوان یک آهنگساز در حالی صورت گرفت که او در این برنامه قصد زدن ساز یا اجرای موسیقی را نداشت و تنها می‌خواست قطعاتی کوتاه را با اهداف آموزشی اجرا کند. این اقدام برج میلاد موضوع موجب اعتراض شدید رسانه‌ها و مردم در شبکه‌های اجتماعی شد.
سخنرانی لیلی گلستان با موضوع «خواستم، شد» در تداکس‌تهران ۲۰۱۶

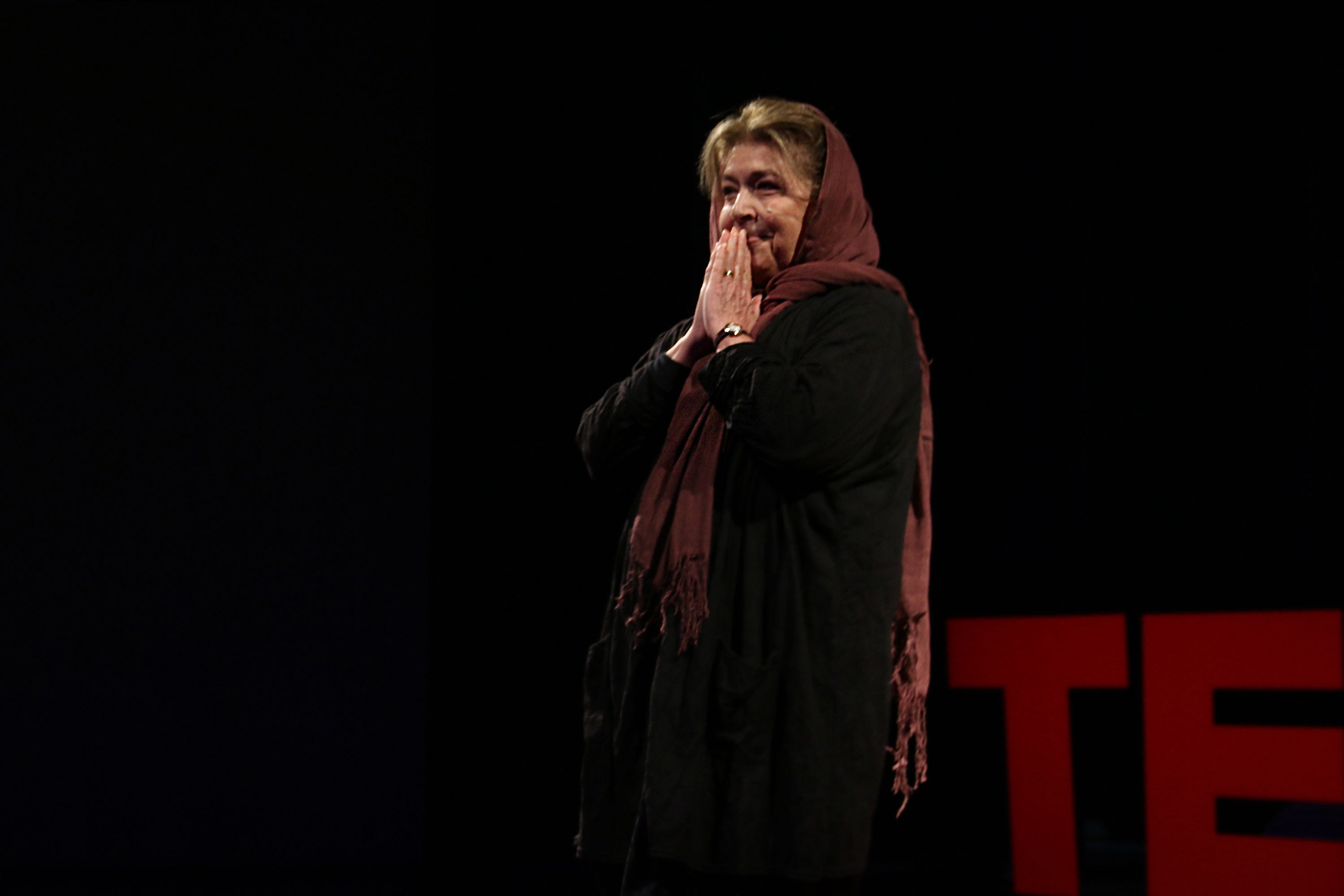
صحبت‌های لیلی گلستان با عنوان «خواستم، شد» مورد توجه بسیاری قرار گرفت

در تداکس‌تهران ۲۰۱۶ سخنرانی لیلی گلستان، مترجم و نگارخانه‌دار ایرانی با عنوان «خواستم، شد» جنجال‌برانگیز شد به نحوی که میلیون‌ها بار بر بستر اینترنت دیده شد. او سخنرانی خود گفت که «تمام کودکی و نوجوانی‌ام را با بغض صبحگاهی از خواب بیدار شدم. بعدها وقتی بزرگتر شدم فهمیدم که این‌ها به خاطر پدر (ابراهیم گلستان) بداخلاق، سلطه‌جو، تحقیرکننده و زورگو بود.» وی همچنین علیه همسر سابق خود (نعمت حقیقی، تصویربردار سینما و پدر مانی حقیقی) نیز این‌گونه سخن گفته‌است: «کم‌کم درس خواندم و کار کردم، سر کار با شوهرم آشنا شدم، عاشقش شدم، با هم ازدواج کردیم، و همچنان این نگاه سلطه‌جویی که پدرم به همه داشت، و به من هم داشت ادامه پیدا کرد، و من نمی‌توانستم از زیر سایه این نگاه درآیم. بعد از گذشت شش سال از ازدواجم، از جایی متوجه شدم که منِ مادر با سه بچه‌ام یک طرفیم، و شوهرم یک مردِ مجردِ بدون هیچ تعهد و مسئولیتی، در طرف دیگر. پس تصمیم گرفتم که این رابطه را با تمام عشقی که به او داشتم پایان دهم.» در مورد این سخنرانی مقاله‌های بسیاری نوشته شد و بارها مورد نقد و دفاع قرار گرفت. منتقدان حرف‌های گلستان با اشاره به اصل و نصب و دارایی خانوادگی او بر این اعتقاد هستند که این جمله که ایدهٔ اصلی او بیانگر «خواستن توانستن است»؛ جمله‌ای زیبا و انگیزشی که احتمالاً برای مراسم صبحگاه مدارس مناسب و جذاب است ولی واقعیت تلخ این است که خواستن به تنهایی مساوی توانستن نیست، آن چنان‌که خواستن مساوی شدن نیست.